# Mikkel Bruhn
Mikkel Bruhn (født 16. oktober 1990) er en dansk fodboldspiller, der er uden klub. 